# Luchtvaart
De luchtvaart, ook wel aviatiek of vliegverkeer genoemd, omvat het door de atmosfeer verplaatsen van luchtvaartuigen en de daarbij behorende diensten en infrastructuur. Daarbij gaat het tevens om de industrie die te maken heeft met luchtvaartuigen, zowel het produceren als het onderhouden ervan. Onder luchtvaartuig verstaat men vliegtuigen, helikopters, autogiro's, en voertuigen die lichter zijn dan lucht, zoals de heteluchtballon en het luchtschip. Een belangrijk doel van de luchtvaart is het vervoer van passagiers en het transport van goederen. De luchtvaart speelt een cruciale rol in de moderne wereldeconomie.
De opkomst van civiele luchtvaart in de 20e eeuw heeft de mens in staat gesteld om lange afstanden zeer snel en efficiënt te overbruggen, wat heeft bijgedragen aan globalisering, de groei van toerisme en een versnelling van culturele uitwisseling. Ook vervult de luchtvaart een rol op militair gebied, zoals het vervoeren van goederen en voorraden naar oorlogsgebieden, of het uitvoeren van gevechtsmissies met bewapende helikopters en jachtvliegtuigen. Het ontwikkelen van vliegtuigen voor de luchtmachten was een belangrijke technologische aandrijver voor de luchtvaartindustrie.
De luchtvaartsector staat onder complexe wet- en regelgeving om veiligheid te waarborgen en milieu-impact van vliegen te verkleinen. Innovatie in de luchtvaart, zoals het gebruik van duurzame brandstoffen, verbeterde aerodynamica of zuinigere motoren, kunnen hier een belangrijk verschil in maken. Grote luchtvaartmaatschappijen en luchthavens zijn  uitgegroeid tot knooppunten in reizigersnetwerken en internationale handel.

## Geschiedenis
De geschiedenis van de luchtvaart begint op het moment dat Leonardo da Vinci in de 15e eeuw iets ontwerpt dat op een luchtvaartuig lijkt, maar omdat hij niets publiceerde, beïnvloedde hij de ontwikkeling niet.
In 1783 vond de eerste ballonvlucht plaats met een heteluchtballon door de gebroeders Montgolfier. Otto Lilienthal lukte het in 1894 voor het eerst te glijden op de lucht, en hij vond zo het zweefvliegen uit. Ferdinand von Zeppelin bouwde in 1900 zijn eerste zeppelin, een luchtschip gevuld met gas.
De eerste vlucht met een gemotoriseerd vliegtuig werd geclaimd door Gustave Whitehead (geboren als Gustav Weißkopf) uit Duitsland, die beweerde dat hij op 14 augustus 1901 in Fairfield (Connecticut) met zijn vliegtuig Number 21 (20 PK-motor, die draaide op acetyleen en perslucht) 800 meter ver vloog op 15 meter hoogte en vervolgens veilig landde. Zijn vlucht werd verslagen door een journalist van het dagblad Bridgeport Herald, die echter geen foto's maakte. Whitehead zelf heeft zijn vlucht niet schriftelijk vastgelegd, zodat voor deze bewering geen sluitend bewijs is.
De Duitser Karl Jatho beweerde op 18 augustus 1903 in Hannover, Duitsland te hebben "gevlogen" over een afstand van 20 meter, op 30 centimeter hoogte, en hiervoor 4 ooggetuigen te hebben. In november van datzelfde jaar verbeterde hij dit tot een afstand van circa 60 meter, op 3 meter hoogte. Deze vlucht wordt echter beschouwd als "ongecontroleerd" (geen controle hebbend over de besturingsorganen).
De gebroeders Wright uit de Verenigde Staten waren de eersten die een gecontroleerde vlucht maakten. Hun Wright Flyer was een gemotoriseerd vliegtuig dat een vlucht maakt, in december 1903. De Fransman Louis Blériot was in 1909 de eerste die het Kanaal door de lucht bedwong. De Amerikaan Charles Lindbergh was de eerste piloot die, in 1927, solo en non-stop over de Atlantische Oceaan vloog.
De Heinkel He 178 uit 1939 was 's werelds eerste vliegtuig aangedreven door een turbojetmotor en het eerste praktische straalvliegtuig. Het was een zelfstandig project van de Duitse vliegtuigproducent Heinkel.
Vanaf 1944 kwamen de eerste militaire straalvliegtuigen, die ervoor zorgden dat veel hogere snelheden bereikt konden worden dan het tot dan toe gebruikelijke maximum van 500 tot 600 km per uur. De Messerschmitt Me 262, bijgenaamd Schwalbe (zwaluw), was het eerste operationele jachtvliegtuig aangedreven door straalmotoren.
Het allereerste straalvliegtuig voor het vervoer van personen was de De Havilland DH.106 Comet in 1951. De eerste lijnvlucht werd uitgevoerd in 1952.

## Onderverdeling
De luchtvaart is verdeeld in een civiele sector, de burgerluchtvaart, en een niet-civiele sector. Tot deze laatste sector wordt het luchtverkeer gerekend dat voor militaire, politiële en douanetaken wordt ingezet.

### Burgerluchtvaart
De burgerluchtvaart bestaat uit:

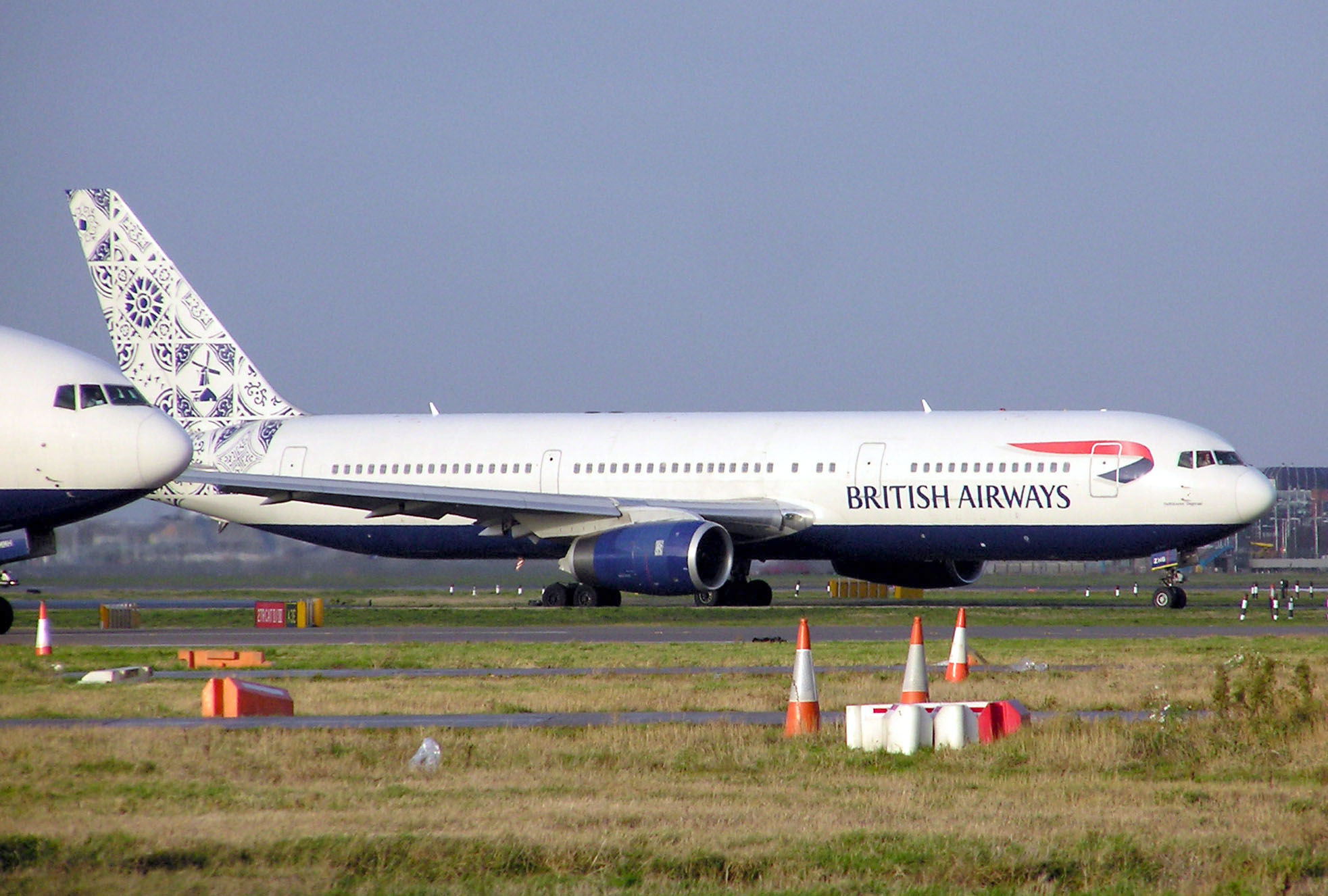
Verkeersvliegtuig (Boeing 767) van British Airways met beschildering in Delfts blauw op de staart

- Commerciële luchtvaart - lijndiensten of charterdiensten voor het vervoeren van passagiers en/of vracht met het doel deze diensten aan anderen aan te bieden om winst te maken. Vliegtuigen, die in de commerciële luchtvaart worden gebruikt, worden verkeersvliegtuigen genoemd.
- Particuliere luchtvaart - het gebruik van eigen vliegtuigen voor het vervoer van personen en/of vracht.

Hoewel het grote publiek hoofdzakelijk te maken heeft met de commerciële luchtvaart, zijn er in veel landen meer particuliere dan commerciële vluchten.

#### Luchtvaartwetgeving en -autoriteiten
De eerste vlucht met een vliegtuig boven Nederland vond plaats in 1909. Al in oktober 1911 werd door de regering een voorlopige regeling van het verkeer met vliegtuigen en luchtschepen, de "Vlieg- en Luchtvaartwet" bij de Tweede Kamer ingediend. Mede door de Eerste Wereldoorlog werd de behandeling vertraagd, terwijl bovendien de luchtvaart zich vooral in militaire zin ontwikkelde. Pas na die oorlog kwam de burgerluchtvaart goed van de grond. In 1919 werden zowel de KLM als de vliegtuigenfabriek Fokker en de Rijksstudiedienst voor de Luchtvaart (RSL), de voorloper van het Nationaal Lucht- en Ruimtevaartlaboratorium, opgericht.
In oktober 1919 werd op de conventie van Parijs de International Commission for Air Navigation opgericht, ICAN, waar Nederland zich ook bij aansloot. De conventie van Parijs werd gehouden op initiatief van de oorlogvoerende landen van de Eerste Wereldoorlog en leidde uiteindelijk tot het Vredesverdrag van Versailles. ICAN is de voorloper van de ICAO.
Het overheidstoezicht op de burgerluchtvaart kreeg verder gestalte met de instelling van het Bureau Luchtvaart in 1920 bij het ministerie van Waterstaat. Dit bureau had tot taak toezicht uit te oefenen en het register van luchtvaartuigen te beheren. Eerst was één ambtenaar (Th. de Veer) hiermee belast, maar met ingang van 1921 kwamen er meer. Vanaf juli 1926 werd er aan een luchtvaartwet gewerkt, deze werd in november 1928 voor het eerst aan de Tweede Kamer aangeboden. Op 1 februari 1929 werd hij in de praktijk al ingevoerd, terwijl hij pas in 1930 door het parlement werd goedgekeurd en kracht van wet kreeg.
Dat betekende ook de instelling van een Luchtvaartdienst onder leiding van Th. de Veer. In 1945 werd de naam gewijzigd in Rijksluchtvaartdienst (RLD). Deze dienst bleef tot het jaar 2000 bestaan toen de Nederlandse Luchtvaart Autoriteit werd opgericht in de nasleep van de Bijlmerramp. Op 1 juli 2001 ging de NLA op in de Inspectie Verkeer en Waterstaat (IVW) en de laatste naamswijziging was op 1 januari 2012 met de nieuwe naam Inspectie Leefomgeving en Transport (ILENT).
In België is dat het Directoraat-generaal Luchtvaart/Direction générale Transport aérien.

#### Luchtvaartmaatschappij
Een luchtvaartmaatschappij is een onderneming die vervoer door de lucht aanbiedt. In de regel verstaat men hieronder passagiers- en/of goederenvervoer per vliegtuig.
Luchtvaartmaatschappijen fungeren vaak als nationaal symbool, wat onderstreept wordt door hun kleurvoering en naam, en kunnen daarom doorgaans op sympathie van het publiek en - in geval van (financiële) problemen - op steun van de overheid rekenen. Zo waren de Amerikaanse en Nederlandse regering nodig voor het sluiten van een zogenaamde open skies-overeenkomst om te voorkomen dat de verregaande samenwerking tussen KLM en Northwest gedwarsboomd zou worden door beperkingen die beide landen aan buitenlandse firma's oplegden.
In de Europese Unie worden de luchtvaartmaatschappijen sinds enkele jaren steeds meer geacht op eigen benen te staan, wat onder andere tot gevolg heeft gehad dat bijvoorbeeld Sabena (België) failliet ging (evenals het Zwitserse Swissair), maar ook dat Air France en KLM konden fuseren tot Air France-KLM. Daarmee verloor KLM zijn status van 's werelds oudste zelfstandige maatschappij. Rijksoverheden hebben nog wel een grote invloed op het internationale luchtverkeer. Vliegtuigen mogen alleen van het ene naar het andere land vliegen als de overheden een luchtvaartovereenkomst hebben gesloten. De OpenSkies overeenkomsten die de Europese Unie momenteel namens alle Europese landen afsluit, geven de luchtvaartmaatschappijen veel meer vrijheid. Ze mogen nu zelf bepalen tussen welke steden in de EU en de VS ze gaan vliegen.

#### Alliantie
Een alliantie is een verdrag tussen maatschappijen omwille van een gemeenschappelijk voordeel. In de commerciële luchtvaart komen die veel voor, omdat dit veel voordelen oplevert, namelijk:
- Het is voor de luchtvaartmaatschappijen mogelijk om vluchten te verkopen die ze niet zelf uitvoeren. (meer omzet).
- Het aantal te vliegen routes neemt dermate toe dat het vertrouwen in de naam van de luchtvaartmaatschappij toeneemt.
- Voor de luchtvaartmaatschappij die de route vliegt is er een hogere bezetting van de stoelen door toelevering van passagiers door andere maatschappijen. (meer winst).
- Door niet of minder op routes te vliegen van collega's in de alliantie is er minder concurrentie op de routes, dit heeft een prijsverhogend effect per ticket.

Noot: Door de hogere efficiëntie zijn er minder slots nodig en dit heeft een prijsverlagend effect.
Voorbeelden van allianties:
- Oneworld
- Open Travel Alliance
- SkyTeam
- Star Alliance
- Wings

#### IATA/ICAO
De International Air Transport Association (IATA), gevestigd in Genève, werd opgericht in 1945 als handelsorganisatie met als doel om te functioneren als een samenwerkingsorgaan tussen alle aangesloten luchtvaartmaatschappijen. De samenwerking moest zorgen voor veilige, betrouwbare luchtvaartdiensten en economische voordelen.
De op 4 april 1947 opgerichte International Civil Aviation Organization (ICAO) is een onderdeel van de Verenigde Naties, dat als doel heeft principes en standaarden voor de internationale burgerluchtvaart op te stellen, zodat het luchtverkeer zich op een veilige en ordelijke wijze kan ontwikkelen.
De IATA introduceerde de tweelettercodes (IATA airline codes) en de drielettercodes (IATA airport codes ofwel Luchthavenidentificatiecodes) die wereldwijd gebruikt worden. Een van de door de ICAO uitgegeven standaarden zijn de ICAO-codes. Deze vierletterige codes duiden luchthavens, luchtruimen en weerstations aan en worden gebruikt bij het opstellen van vluchtplannen en in informatie aan piloten.

#### Luchtvaartuigregister (Nationaliteitsregister)
Op de Convention portant réglementation de la Navigation Aérienne op 13 oktober 1919 in Parijs werd vastgelegd dat Nederlandse vliegtuigen geïdentificeerd zouden worden door een H (Holland) gevolgd door N en een 3-letterige code. Belgische vliegtuigen voerde met de letter O. Met het Telegraafverdrag van Washington in 1927 kregen Nederlandse 'luchtvaartuigstations' (dit zijn de radio-installaties in de luchtvaartuigen) roepletters toegewezen die konden worden gebruikt voor identificatie. PA, PB, PC, PD, PE, PG, PH en PI werden toegewezen waarvan PA werd gereserveerd voor de Marine, PB voor de Landmacht (later Luchtmacht) en de burgerlijke luchtvaart kreeg PH. Met de Commission Internationale de Navigation Aérienne (CINA) in juni 1928 werd bepaald dat niet alleen 'luchtvaartuigstations' maar ook luchtvaartuigen deze roepnamen (call signs) moesten gebruiken.
Het luchtvaartuigregister in Nederland wordt bijgehouden door de Inspectie Leefomgeving en Transport. Voor normale vliegtuigen wordt de PH gevolgd door een combinatie van 3 letters (PH-ABC), voor zweefvliegtuigen en motorzweefvliegtuigen uit alleen cijfers (PH-1326) en voor microlights uit de combinatie cijfer-letter-cijfer (PH-3E6). De Nederlandse Antillen kregen in 1945 PJ, tegenwoordig wordt dit prefix gedragen door vliegtuigen geregistreerd in Curaçao en Sint Maarten. Toen Aruba in 1986 de status aparte verkreeg kreeg zij het prefix P4. Nederlands-Indië droeg het prefix PK, die na de onafhankelijkheid van Indonesië werd gehandhaafd. Nederlands-Nieuw-Guinea heeft tussen 1954 en 1963 ook enige tijd een eigen prefix gevoerd: JZ. Het Arubaans luchtvaartregister wordt bijgehouden door de Department Civil Aviation Aruba en heeft de registratie van vliegtuigen die buiten Aruba opereren sinds 1995 uitbesteed aan de particuliere instelling The Registry of Aruba. Voor Curaçao wordt het register bijgehouden door het Curaçaose Burgerluchtvaart Autoriteit (CCAA). Voor Sint Maarten is dit de Sint Maarten Civil Aviation Authority (SMCAA).
Het luchtvaartuigregister in België wordt bijgehouden door het Directoraat-generaal Luchtvaart van het FOD. Belgische vliegtuigen dragen sinds 1929 het prefix OO.
Het luchtvaartuigregister in Suriname wordt bijgehouden door het CASAS, vallend onder het Ministerie van Communicatie, Transport en Toerisme. Surinaamse vliegtuigen dragen sinds 1929, toen het nog onder Nederlands bestuur viel, het prefix PZ.
Het luchtvaartregister is in Nederland ook wel bekend onder de naam Nationaliteitsregister om het te onderscheiden van het Register van teboekgestelde luchtvaartuigen van het Kadaster waar vliegtuigen zwaarder dan 450 kg moeten worden ingeschreven omdat deze kunnen worden beschouwd als registergoed.

### Luchtmacht
Een luchtmacht is een militaire organisatie die voornamelijk opereert in zich in de lucht afspelende oorlogen. Er wordt gebruikgemaakt van een combinatie van gevechtsvliegtuigen, bommenwerpers, helikopters en andere vliegtuigen. Naar de luchtmacht wordt ook wel gerefereerd met de alternatieve term luchtwapen.
Bij de meeste (maar niet alle) legers wordt er organisatorisch onderscheid gemaakt tussen de landmacht, de zeemacht en de luchtmacht en zijn het grotendeels onafhankelijke onderdelen. De voormalige Sovjet-Unie had zelfs twee luchtmachten: een voor de luchtverdediging en één tactische voor aanvalstaken.
Daar waar een krijgsmachtdeel de luchtoorlog ziet als integraal onderdeel van de eigen oorlogvoering wenst het controle te hebben over eigen luchteenheden. Zo beschikken de meeste marines en diverse landmachten over een eigen vliegdienst. In de Verenigde Staten heeft zelfs het Korps Mariniers eigen luchteenheden.

## Zweefvliegen
Zweefvliegen is het vliegen met een zweefvliegtuig. Een zweefvliegtuig vliegt op dezelfde manier als een vliegtuig, maar het heeft geen motor. Daardoor verloopt de vlucht normaliter in een dalende lijn waarbij het toestel 1 à 2 m/s aan hoogte verliest. Door hoogte te winnen in stijgwind kan het toestel langer en verder vliegen. Hoogte kan na de start gewonnen worden door gebruik te maken van thermiek, hellingstijgwind of golf. Als die er niet is, duurt een vlucht door middel van een lierstart 4 à 13 minuten.
Zweefvliegen is een teamsport. Er is een team van mensen nodig om een zweefvliegbedrijf te kunnen draaien (tiploper, kabelrijder, lierist, lichtgever, enz.). Er wordt verwacht dat iedereen meehelpt. In Nederland zijn er ongeveer 40 zweefvliegclubs en in België 20. De lessen worden door vrijwilligers gegeven. Een jaar zweefvliegen kost ongeveer tussen de € 500 en € 1000, inclusief lessen en verzekeringen.

## General Aviation
General Aviation (GA) (in Nederland ook wel genoemd kleine luchtvaart) is de verzamelnaam voor vliegtuigen en andere luchtvaartuigen die niet tot de grote passagiersvliegtuigen kunnen worden gerekend en geen vracht vervoeren. Vliegtuigen met reclameslepen, luchtballonnen en zweefvliegtuigen vallen bijvoorbeeld in deze categorie. GA is onder meer verantwoordelijk voor het regionale vervoer, ambulance- en SAR-vluchten (Search And Rescue), gewasbescherming, luchtfotografie en luchtverkenning.
General Aviation is daarnaast de kweekvijver voor de grote luchtvaart. Alle in Nederland opgeleide piloten volgen hun opleiding bij een vliegschool op een van de regionale of kleine vliegvelden.
Het idee leeft dat de GA alleen voor de recreatie is en alleen beschikbaar voor de extreem rijken. Dit betreft echter slechts een klein gedeelte van het vliegverkeer. GA is een belangrijke bedrijfstak waarvan de nut en noodzaak niet in twijfel getrokken zou moeten worden. Helaas heeft het puur recreatieve beeld van GA wel geleid tot steeds scherpere regelgeving. Er mag in minder gebieden gevlogen worden en de weinig samenhangende geluidseisen stellen de eigenaren van vliegtuigen, waaronder vliegscholen, voor grote problemen.
Bijna 90% van de totale luchtvloot in Nederland, ruim 2300 luchtvaartuigen, bestaat uit luchtvaartuigen die gerekend worden tot de GA.

## Vliegveld

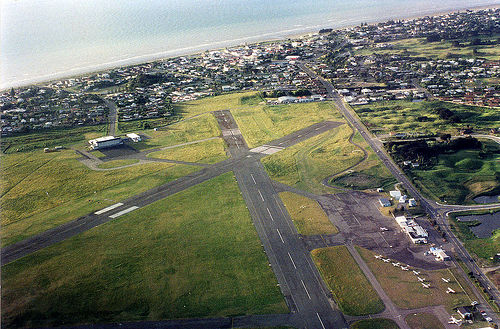
Vliegveld

Een vliegveld is een terrein met een of meer verharde startbanen waar vliegtuigen kunnen opstijgen en landen. Vliegvelden worden in 2 categorieën onderverdeeld:
- Luchthaven
- Vliegbasis

Een luchthaven is een vliegveld gebruikt door de burgerluchtvaart. Een vliegbasis wordt daarentegen gebruikt voor militaire doeleinden. De meeste vliegvelden behoren tot een van deze categorieën. Er zijn echter ook vliegvelden die in beide categorieën vallen, zoals Vliegbasis Eindhoven/Eindhoven Airport.

### Luchthaven
Het aantal faciliteiten en mogelijkheden verschilt per luchthaven, bijvoorbeeld het aantal start- en landingsbanen, hangars, vrachtopslagmogelijkheden, bagageafhandelingsfaciliteiten en andere op passagiers, vracht en vliegtuigen toegespitste voorzieningen. Tevens zijn er een groot aantal ondersteunende, dienstverlenende afdelingen en aanverwante bedrijven, zoals de zorg voor catering en schoonmaak van de cabine. Verder valt nog te denken aan toevoer van brandstof, het tijdens de winterperiode ijsvrij maken van vliegtuigen (deicing), het plegen van onderhoud aan vliegtuigen en vliegtuigonderdelen, brandweer en medische diensten, politiecontrole en -bewaking, faciliteiten voor cabine- en grondpersoneel en alle administratie, management, communicatie en publiciteit.
De grote luchthavens worden in de regel gebruikt voor internationaal verkeer, en hebben naast commerciële activiteiten ook uitgebreide douane- en veiligheidsvoorzieningen. Voor de passagiers zijn er op een luchthaven doorgaans informatiebalies, wachtruimtes, horecagelegenheden, winkels, wisselkantoren en soms zelfs gebedsruimtes. Ook sluit een goede luchthaven aan op adequate transportmogelijkheden over land. De grootste luchthaven is die van Atlanta, met 85 miljoen passagiers per jaar.

### Vliegbasis
Een vliegbasis is een vliegveld gebruikt voor militaire vliegoperatien. Op dit moment (2019) zijn er nog 5 operationele vliegbases in gebruik: de Vliegbasis Gilze-Rijen, Vliegbasis Leeuwarden, Vliegbasis Volkel, Vliegbasis Eindhoven en Vliegbasis Woensdrecht

## Vliegrampen

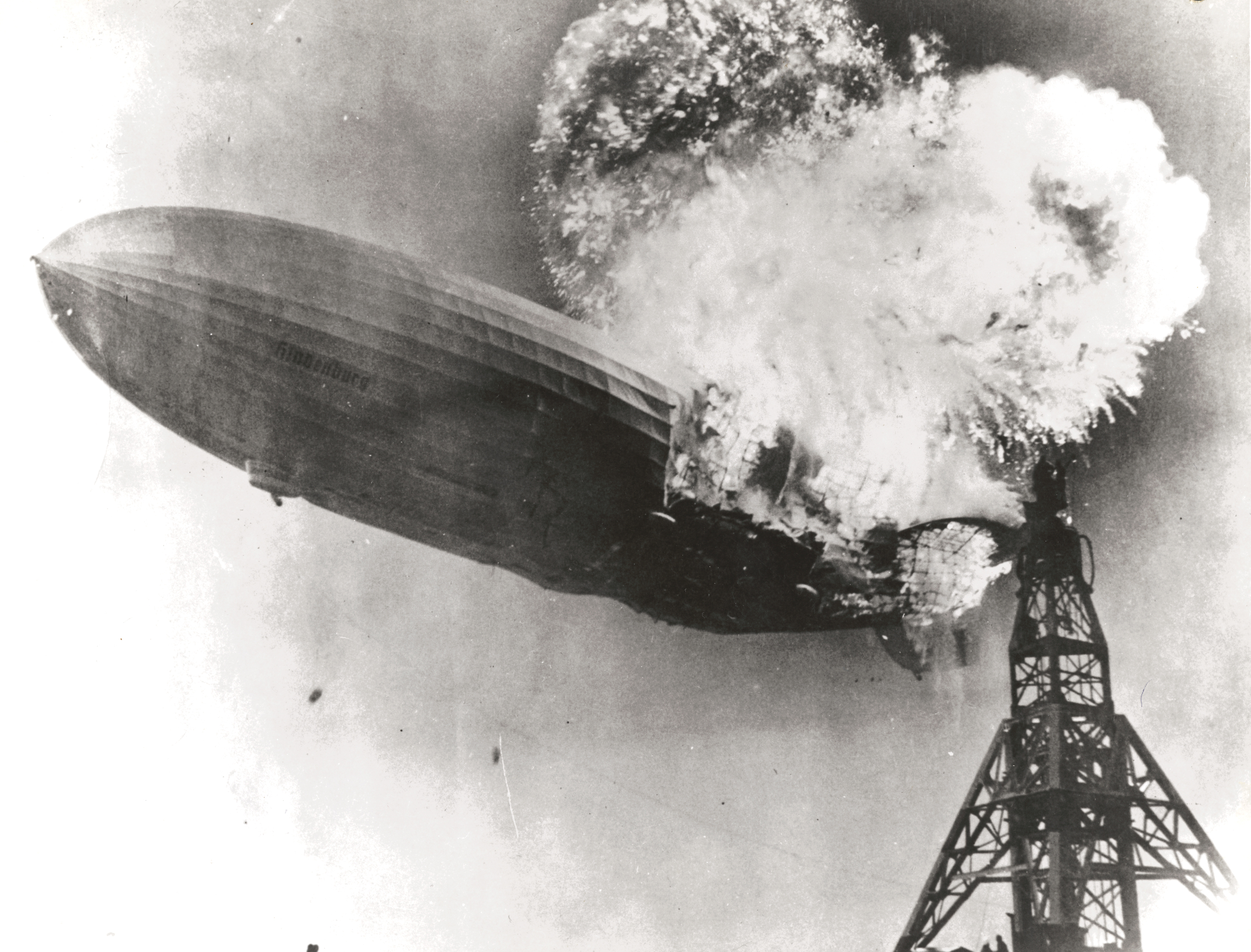
LZ129 "Hindenburg"

Vliegrampen zijn voorgekomen sinds het begin van de (burger)luchtvaart, met de groei van de luchtvaart in de beginjaren groeide ook het aantal ongevallen en slachtoffers. Een bekende vliegramp vond plaats op 6 mei 1937, op die dag zou de Hindenburg aanleggen in Lakehurst bij New York. Tijdens een poging om aan te leggen aan de landingsmast bij Lakehurst Naval Air Station brak er brand uit en binnen een minuut werd het luchtschip volledig vernietigd. Na de Tweede Wereldoorlog loopt het aantal rampen snel op, met als triest dieptepunt het jaar 1972 met 3.214 doden. Hieronder wordt in een tabel weergegeven de aantallen slachtoffers bij vliegrampen van de laatste jaren.
| jaar | doden | aantal ongevallen |
| 2011 | 497   | 113               |
| 2010 | 1.115 | 130               |
| 2009 | 1.103 | 122               |
| 2008 | 884   | 156               |
| 2007 | 971   | 147               |
| 2006 | 1.294 | 166               |
| 2005 | 1.459 | 185               |
| 2004 | 771   | 172               |
| 2003 | 1.230 | 199               |
| 2002 | 1.413 | 185               |
| 2001 | 1.534 | 200               |
| 2000 | 1.582 | 189               |
| 1999 | 1.138 | 211               |

In de afgelopen decennia is het aantal slachtoffers van vliegrampen gedaald, ondanks de voortdurende groei.

## Veiligheid

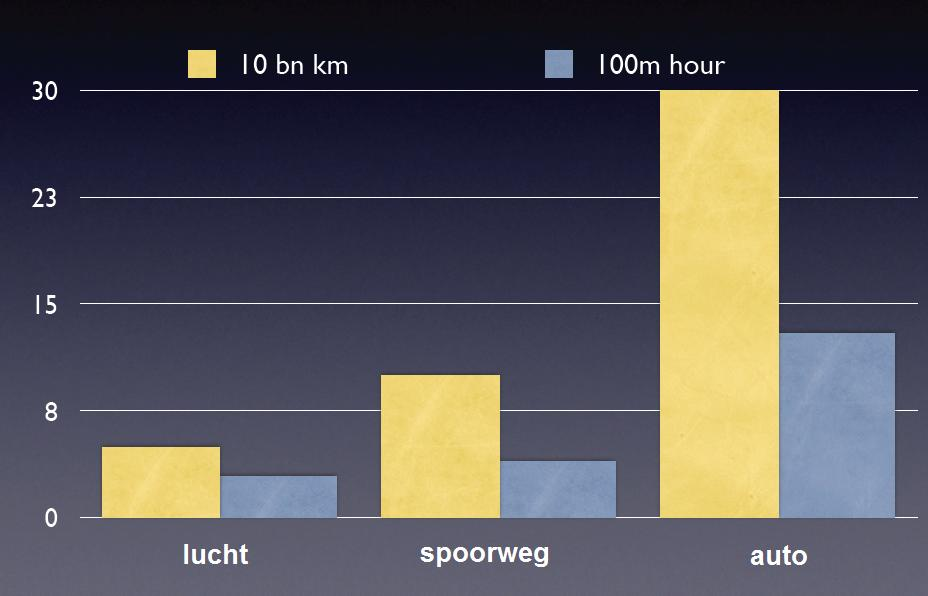
Een vergelijking van het aantal ongevallen van het luchtverkeer met het spoor en de auto (bron EC 2003)

Er wordt veel aan gedaan om vliegrampen te voorkomen en de vliegveiligheid te verhogen. Er is zelfs een speciaal agentschap voor in het leven geroepen in de EU; het Europees Agentschap voor de veiligheid van de luchtvaart (EASA: European Aviation Safety Agency). Er is in maart 2006 een zwarte lijst naar buiten gebracht door de EU, waarop de maatschappijen staan waarvan werd aangetoond dat ze onvoldoende de veiligheid waarborgen. Deze maatschappijen is daarom verboden om te opereren binnen het Europese luchtruim.
Vliegen is relatief veilig. Dit valt op als je de ongevalcijfers van vliegtuigen vergelijkt met die van andere transportmiddelen. Wereldwijd komen jaarlijks ongeveer tussen de 600 en 1000 mensen om bij een vliegtuigongeluk. Dit bij een jaarlijks aantal van ruim 30 miljoen vluchten en twee miljard passagiers.
In Nederland zijn tussen 1989 en 2003 achttien vliegtuigen verongelukt (commerciële luchtvaart) waarbij 71 mensen zijn omgekomen. Het autoverkeer in Nederland alleen al eist jaarlijks een kleine 1000 slachtoffers. Auto-ongelukken komen meestal niet uitgebreid in het nieuws. Ongelukken in de luchtvaart daarentegen krijgen veel meer aandacht. Een verklaring hiervoor is misschien wel, dat als er een vliegtuigongeluk plaatsvindt hier meer mensen tegelijkertijd bij betrokken zijn dan bij een auto-ongeluk. Ongelukken met (verkeers)vliegtuigen komen bovendien minder vaak voor.
Dat vliegen zo veilig is, komt door de inzet van moderne middelen en goed getraind personeel. Er wordt gewerkt met vaste procedures (door middel van een checklist) en vastgelegde verantwoordelijkheden. Wereldwijd is veel werk gemaakt om een open veiligheidscultuur te realiseren. Dit houdt in dat incidenten en ongevallen worden gemeld met het doel ervan te leren en niet met het doel om diegene die een fout heeft gemaakt te straffen.
Als een vliegtuig verongelukt kunnen er ook slachtoffers op de grond (zgn. externe slachtoffers) vallen. Maar de kans om op de grond slachtoffer te worden van een neergestort vliegtuig is heel erg klein. In de gehele westerse wereld komen per jaar minder dan vijf mensen op de grond om door een neerstortend vliegtuig.
De kans op slachtoffers op de grond kan alleen nog verder worden verkleind door het vliegen zelf nog veiliger te maken. De veiligheid van mensen op de grond wordt niet vergroot door het vliegen boven bebouwing te verbieden of door bebouwing in de buurt van vliegvelden te verbieden. Het enige dat op dit gebied gedaan moet worden is verbieden van bebouwing in een klein wigvormig gebied vlak voor en achter de startbaan, omdat de kans op een ongeval groter is tijdens de start of de landing. In de rest van de omgeving van het vliegveld is het weinig zinvol om maatregelen te nemen. Dit heeft alles te maken met oorzaken waardoor vliegtuigen neerstorten. Vliegtuigen verongelukken door zeer verschillende oorzaken, soms omdat ze tegen obstakels vliegen (navigatiefouten in combinatie met bergachtig terrein of hoge objecten) of doordat ze onbestuurbaar worden. Dit was bijvoorbeeld het geval bij de Bijlmerramp.
Van een onbestuurbaar vliegtuig is van tevoren moeilijk te zeggen waar het uiteindelijk zal neerstorten. Tussen het moment van onbestuurbaar worden en het moment van neerstorten verloopt soms een lange tijd terwijl het vliegtuig doorvliegt, soms wel meer dan 30 minuten. Gedurende die tijd kan het vliegtuig enige honderden kilometers afleggen. Dat betekent dat het onbestuurbare vliegtuig vrijwel nooit neerstort op de plek waar het vloog op het moment dat het onbestuurbaar werd. Op 4 juli 1989 bijvoorbeeld stortte een Mig-23 neer in Bellegem (een deelgemeente van Kortrijk). De piloot had het toestel met de schietstoel verlaten. Hij vloog op dat moment nog boven Polen.

## Milieu-effecten van vliegen
Luchtvaart heeft gevolgen voor het milieu. Om te kunnen vliegen moet een vliegtuig draagvermogen opbouwen en daarvoor is voorwaartse beweging nodig. Deze wordt verkregen door de stuwkracht van motoren die fossiele brandstoffen verbruiken zoals kerosine (voor straalvliegtuigen) en benzine (voor vliegtuigen met zuigermotoren). De verbranding van kerosine en benzine zorgt voor de uitstoot van het broeikasgas CO2, waterdamp,  NOx en roetdeeltjes (fijnstof). De uitstoot van NOx stimuleert de vorming van het broeikasgas ozon. Onder sommige atmosferische omstandigheden ontstaan er condenssporen (contrails). Deze ontwikkelen zich soms tot cirruswolken die een opwarmend effect hebben op het klimaat. De uitstoot van NOx en fijnstof draagt bij aan luchtvervuiling. Een heel ander milieu-effect van de luchtvaart is geluidshinder.

### Uitstoot broeikasgassen
Van de totale door transportmiddelen uitgestoten hoeveelheid CO2 wereldwijd wordt ongeveer 12% uitgestoten door vliegtuigen. Dat is circa 2% tot 2,5% van de door menselijk handelen veroorzaakte CO2-uitstoot. Binnen de EU betrof de uitstoot van vliegtuigen in 2006 circa 3% van alle broeikasgasemissies.
Naar verwachting zal het aantal luchtreizigers de komende twintig jaar ruimschoots verdubbelen, van 3,3 miljard in 2014 naar 7,3 miljard in 2034, een gemiddelde jaarlijkse groei van 4,1%. Hierdoor is de luchtvaart een van de snelst groeiende bronnen van broeikasgassen. Naar verwachting stijgen de emissies tot 2020 met 70 procent ten opzichte van 2005. Prognoses laten zien dat het aandeel van de luchtvaart in de wereldwijde emissies bij ongewijzigd beleid zal toenemen van 2–3% nu, tot 4–15% in 2050. Wereldwijde inspanningen om de CO2-uitstoot te beperken, zoals het Kyoto-protocol uit 1997 of de Klimaatconferentie van Parijs 2015, zijn afspraken over de door landen geproduceerde broeikasgassen. Het internationale karakter van de luchtvaart zorgt er echter voor dat de uitstoot van deze sector lastiger te reguleren is. Indien, zoals in het verleden, de CO2-reductie van de luchtvaart achterblijft bij de inspanningen in andere sectoren, zal in 2050 het aandeel van de luchtvaart in de wereldwijde CO2-uitstoot zijn gestegen tot 22%.

#### Mogelijkheden tot terugbrengen uitstoot broeikasgassen
Er worden maatregelen genomen om de uitstoot te verkleinen. Zo zijn er in de geschiedenis van het vliegtuig al vele verbeteringen doorgevoerd op het gebied van brandstofverbruik. De straalvliegtuigen van vandaag zijn 70% efficiënter in het brandstofverbruik dan de straalvliegtuigen in de jaren zestig van de twintigste eeuw. Toch behoren vliegtuigen nog steeds tot de meest vervuilende vervoermiddelen ter wereld. Treinen blijven voor lange afstand het meest milieuvriendelijk, die stoten tot 300 keer minder koolstofdioxide uit dan vliegtuigen. Door verbetering van het luchtverkeersmanagement kan brandstof worden bespaard. Door nauwere internationale samenwerking van luchtverkeersleidingen kunnen efficiëntere routes worden gevolgd.
Ook de toepassing van alternatieve brandstoffen zoals biobrandstof als vervanging van kerosine kan een bijdrage leveren aan het terugdringen van uitstoot. De productie van biobrandstof is echter relatief duur, neemt veel grond in beslag en kan ten koste gaan van voedselproductie. Bovendien is de internationale luchtvaart vrijgesteld van accijns op kerosine. Hierdoor is er in de luchtvaart nog geen echt alternatief voor kerosine.
Technische maatregelen zoals zuiniger vliegtuigen, luchtverkeersmanagement en alternatieve brandstoffen dringen de uitstoot per passagier per kilometer langzaam terug. De voorspelde groei van het aantal passagierskilometers is echter zo groot, dat de verwachting is dat de totale uitstoot van broeikasgassen door de luchtvaart in de toekomst sterk toe zal nemen.
Desondanks streeft de luchtvaartsector ernaar om met behulp van technische maatregelen, zoals een verbeterde brandstofefficiëntie en alternatieve brandstoffen, te kunnen komen tot een stabilisatie van de uitstoot vanaf 2020 en een afname van de uitstoot richting 2050. Volgens het Internationaal Energieagentschap (IEA) is dit een onrealistische verwachting omdat de stijging in brandstofefficiëntie onvoldoende is om de toename van het vliegverkeer te kunnen compenseren en er niet genoeg biobrandstoffen kunnen worden geproduceerd.
Op de Klimaatconferentie van Katowice 2018 presenteerde de Duitse NGO Atmosfair editie 2018 van een vergelijkend onderzoek naar de CO2-efficiëntie van de 200 grootste luchtvaartmaatschappijen. Atmosfair berekende per maatschappij een deelscore voor alle vluchten op de korte, middellange en lange afstandsvluchten, en een totaalscore. Het resultaat is een indeling van maatschappijen in klassen, van A (meest efficiënt) tot G. Uit de cijfers blijkt echter dat er niet genoeg energie-efficiënte vliegtuigen worden ingezet om de CO2-uitstoot van de luchtvaart in zijn geheel noemenswaardig te drukken.

### Waterdamp

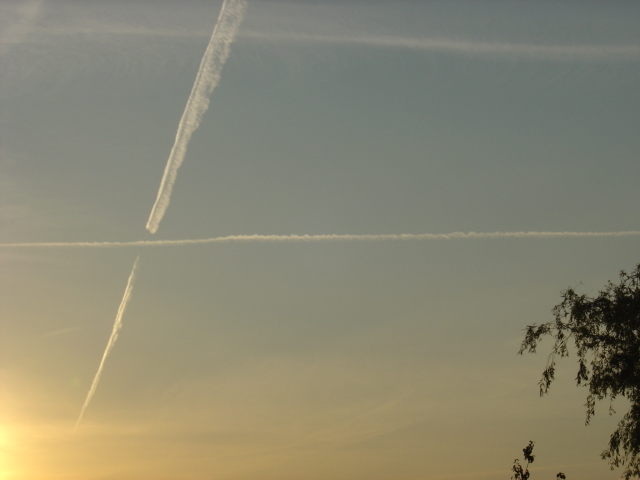
Twee condenssporen. De hitte-uitstraling van het ene toestel lost het condensspoor van het andere vliegtuig op.

Vliegtuigen laten soms sporen achter die eruitzien als krijtstrepen. Dit zijn condensstrepen die slechts bestaan uit waterdamp. Deze condenssporen of contrails zijn kunstmatige wolken die ontstaan doordat uitlaatgassen van vliegtuigmotoren de hoeveelheid waterdamp en roetdeeltjes in de lucht op de vliegroute doen toenemen. Dat gebeurt meestal rond 10 kilometer hoogte in de atmosfeer, waar de lucht zeer koud is en het meer dan 40 graden vriest. Koude lucht kan maar weinig waterdamp bevatten, waardoor extra waterdamp in de lucht bij een bepaalde temperatuur en luchtvochtigheid tot vorming van wolken van ijskristalletjes leidt. Condensstrepen ontstaan lang niet altijd en als ze ontstaan, lossen ze vaak na enkele seconden op. Als ze langer blijven hangen, betekent het dat de luchtvochtigheid hoog is. Deze condensstrepen kunnen onder bepaalde omstandigheden enkele kilometers breed en honderden meters hoog worden, men spreekt dan ook wel van cirrusbewolking. Deze zorgt ervoor dat warmtestraling de atmosfeer niet kan verlaten, het broeikaseffect, maar houdt ook zonlicht (warmte) tegen. 's Nachts is er geen zonlicht, dus houden de wolken alleen warmtestraling vanuit de aarde tegen, zodat het warmer wordt op aarde. Hoe groot de bijdrage van de luchtvaart aan de vorming van wolken is, wordt nog onderzocht.

### Luchtkwaliteit
Vliegtuigen stoten luchtvervuilende stoffen uit zoals stikstofoxiden (NOx) en fijnstof, de belangrijkste veroorzakers van smog. Verhoogde concentraties ultrafijnstof, veroorzaakt door de luchtvaart, zijn aangetroffen op en rond luchthavens. Het in de buurt van een luchthaven wonen wordt qua blootstelling aan schadelijke stoffen dan ook wel vergeleken met het wonen aan een drukke weg in binnenstedelijk gebied. Straalmotoren produceren door de hogere verbrandingstemperaturen echter meer NOx en grotere hoeveelheden ultrafijnstof. Aangezien bij straalmotoren geen katalysatoren of roetfilters kunnen worden toegepast, zijn er behalve minder vliegen nauwelijks mogelijkheden om de uitstoot van luchtvervuilende stoffen te beperken. Hoewel nieuwere vliegtuigtypen zuiniger omgaan met brandstof, zal de luchtvervuiling door de groei van de luchtvaart toch flink stijgen.

### Geluid
Vliegtuigen veroorzaken veel geluid. Het meeste geluid komt van de vliegtuigmotoren, maar ook windgeruis speelt een rol. Straalvliegtuigen produceren meer geluid dan propellervliegtuigen. Omwonenden van luchthavens ondervinden vooral geluidshinder onder aanvlieg- en vertrekroutes, waar vliegtuigen op lage hoogte vliegen. Ook niet-akoestische factoren spelen bij geluidshinder een rol, zoals de verstandhouding tussen de omwonenden en de luchtvaartsector. Overheden en luchthavens ondernemen initiatieven om de hinder te beperken, zoals het stimuleren van stillere vliegtuigen, het verplaatsen van startbanen of soms hele vliegvelden naar gebieden waar minder mensen wonen en het isoleren van woningen. Tegelijkertijd zorgt de groei van de wereldwijde luchtvaart voor toenemende aantallen vliegbewegingen en overlast en worden de gebieden waar geluidshinder wordt ervaren steeds groter.

#### Gezondheidseffecten
Acute gehoorschade kan optreden bij geluid van meer dan 100 dB(A), bijvoorbeeld door een zeer laag overvliegende straaljager. Langdurige blootstelling aan geluid belast behalve het gehoor ook het zenuwstelsel en het hart en vaatstelsel doordat het lichaam op hard geluid reageert met een stressreactie: de bijnieren produceren adrenaline, dit activeert het orthosympathisch zenuwstelsel met als gevolg dat de bloedvaten zich vernauwen, hartslag en bloeddruk stijgen en het lichaam in een verhoogde staat van paraatheid komt. Als het geluid weg is neemt het parasympathisch zenuwstelsel het over en komt het lichaam weer tot rust. Bij langdurige geluidsoverlast of snel na elkaar optredende geluidsprikkels heeft het lichaam niet de tijd om te herstellen en raakt het uitgeput. Een groot Duits onderzoek (2010) naar gezondheidseffecten rond de Flughafen Köln-Bonn toonde aan dat bij een geluidsbelasting van 60 dB(A) de kans op hart- en vaatziekten bij mannen met 69% steeg en bij vrouwen met 93%. Lawaai beperkt ook het prestatieniveau. Uit onderzoek is gebleken dat kinderen in een lawaaiige omgeving meer tijd nodig hebben voor taken als rekenen en schrijven en dat er meer fouten worden gemaakt.

## Luchtvaart en belastingen
De luchtvaart is grotendeels vrijgesteld van belasting. Deze vrijstellingen hebben hun oorsprong in de eerste helft van de twintigste eeuw, toen de sector nog jong en kwetsbaar was en vliegen werd gezien als een belangrijk instrument ter bevordering van handel en vrede, waar een aanmoedigingspremie tegenover mocht staan. Deze bijzondere positie zorgt voor steeds terugkerende discussies over belastingen in de luchtvaart.
De uitzonderingspositie van vliegen in het belastingsstelsel heeft drie aspecten. In eerste instantie is vliegen vrijgesteld van accijnzen op brandstoffen. Ten tweede wordt er geen btw geheven over de vliegtickets en tot slot zijn intercontinentale vluchten uitgezonderd van het Europese emissiehandelsysteem, waardoor luchtvaartmaatschappijen geen rechten hoeven te kopen om broeikasgassen uit te stoten. Deze drie beleidsmaatregelen zijn het gevolg van internationale afspraken. Enkele landen, Duitsland, Engeland en Frankrijk, hebben een vliegbelasting ingesteld om toch belasting te kunnen heffen. Ook Nederland heeft een jaar een vliegbelasting gekend, maar die is na hevig protest van Schiphol en reisbureaus weer opgeheven.
Door de belastingvrijstellingen zijn de kosten van klimaateffecten en geluidshinder tot op heden vrijwel niet bij de prijs van een ticket inbegrepen. Belastingheffing zou volgens voorstanders de milieu- en maatschappelijke kosten van het vliegen tot uitdrukking brengen in de prijs en zo bijdragen aan het doorvoeren van het principe dat de vervuiler betaalt, aan het internaliseren van negatieve externe effecten en aan een behandeling gelijk aan die van andere vormen van vervoer die wél worden belast. Tegen het laatste argument wordt door tegenstanders van belastingen ingebracht dat de belastingvoordelen voor de luchtvaart in vergelijking met de trein niet zo groot zijn.

## Vliegmachines
Er worden verschillende soorten vliegmachines gebruikt in de luchtvaart. Hier is een overzicht van verschillende vliegmachines:
- Autogiro
- Bommenwerper
- Deltavlieger
- Drone
- Gevechtsvliegtuig
- Helikopter
- Jachtvliegtuig
- Lesvliegtuig
- Modelvliegtuig
- Ornitopter
- Propellervliegtuig
- Ruimteveer
- Spionagevliegtuig
- Sportvliegtuig
- Straaljager
- Ultralight
- Verkeersvliegtuig
- Vrachtvliegtuig
- Watervliegtuig
- Zeppelin
- Zweefvliegtuig